# الأهرام للمشروبات
شركة الأهرام للمشروبات، هي الشركة المحتكرة لصناعة البيرة والمشروبات الكحولية في مصر وأكبر شركة في هذا المجال بالشرق الأوسط.

## التاريخ

### التأسيس
بدأ تأسيس الشركة عام 1897 عندما سجلت شركة كراون بريوري نفسها في مملكة بلجيكا لتبدأ عملياتها في الإسكندرية. لاحقاً عام 1946، دخلت الشركة في اتفاقية مساعدة تقنية مع شركة هاينكن الألمانية. وعام 1963 تأممت الشركة. عام 1985، سجلت تغير اسم الشركة إلى شركة الأهرام للمشروبات وتم دمج عدة شركات معها وهي (جناكليس للمشروبات ، الجونة للمشروبات ، شركة الكروم المصرية).

### تاريخ خصخصة الشركة
في كتاب «لماذا تفشل الأمم» (2012)، يروى دارون عجم أوغلو، أستاذ الاقتصاد بمعهد مساتشوستس للتكنولوجيا، قصة شراء أحمد الزيات لشركة الأهرام للمشروبات، كالتالي:
الاصلاحات الاقتصادية في التسعينيات بدعم من المؤسسات المالية والاقتصاديين الدوليين كانت تهدف إلى تحرير الأسواق وتقليص دور الدولة في الاقتصاد. كانت الركيزة الأساسية لهذه الاصلاحات في كل مكان هي خصخصة الأصول المملوكة للدولة. الخصخصة المكسيكية، بدلاً من زيادة التنافس، ببساطة، حولت الاحتكارات الحكومية إلى احتكارات خاصة، في عملية أدت إلى إثراء رجال الأعمال من ذوي العلاقات السياسية مثل كارلوس سليم في المكسيك.
الأمر نفسه حدث في مصر. فرجال الأعمال المرتبطين بالنظام الحاكم كانوا قادرين على الدخول بثقل في برنامج الخصخصة المصري الذي أستغل لصالح نخبة رجال الأعمال الثرية - أو الحيتان. في الوقت الذي بدأت فيه الخصخصة، كان الاقتصاد تحت سيطرة 32 من هؤلاء الحيتان. ومنهم أحمد الزيات، على رأس مجموعة الأقصر. عام 1996 قررت الحكومة خصخصة شركة الأهرام للمشروبات، وكانت المحتكر الوحيد لتصنيع البيرة في مصر. قدم عطاء منافس من شركة كونسورتيوم الشركة المالية مصرية، برئاسة رجل التطوير العقاري فريد سعد، مع أول شركة محاصصة تأسست في مصر عام 1995. تضمن الكونسورتيوم فؤاد سلطان وزير السياحة الأسبق، محمد نصير، ومحمد رجب، أحد حيتان الأعمال. وكان لتلك المجموعة ما يكفي من الصلات، لتخفيض كبير في قيمة العطاء الذي خفضته إلى 400 مليون جنيه. ولم يكن لدى أحمد الزيات من المال ما يكفي لشراء شركة الأهرام للمشروبات، لكنه كان يمتلك المواهب التي يمتلكها كارلوس سليم. فأقنع شركة الأهرام للمشروبات بطرح أسهمها أول مرة في بورصة لندن، واستحوذت «مجموعة الأقصر»، على الفور، على 74.9% من تلك الأسهم بسعر 68.5 جنيه للسهم. بعد ثلاثة أشهر انقسم السهم إلى اثنين، وتمكنت مجموعة الأقصر من بيع جميع الأسهم بسعر 52.5 جنيه للسهم، محققة أرباح صافية بنسبة 36%، والتي مكنت الزيات من شراء شركة الأهرام للمشروبات بمبلغ 231 مليون جنيه في الشهر التالي. في ذلك الوقت، كانت شركة الأهرام للمشروبات تحقق أرباع سنوية بحوالي 41.3 مليون جنيه مصري وتمتلك احتياطي نقدي 93 مليون دولار. وكانت صفقة لا بأس بها. عام 1999 قامت شركة الأهرام للمشروبات بتوسيع نطاق احتكارها من البيرة إلى النبيذ بشرائها شركة جناكليس المخصخصة ومحتكرة النبيذ في مصر. كانت جناكليس شركة تحقق أرباحاً كبيرة، حيث كانت تحتمي بتعريفة 3% تفرضها الدولة على النبيذ المستورد، وتحقق هامش ربح 70% على مبيعاتها. في 2002، تغير المحتكر مرة أخرى عندما باع الزيات شركة الأهرام للمشروبات بمبلغ 1.3 بليون جنيه. محققاً ربح مقداره 563% في خمس سنوات. لم يكن محمد نصير دائماً على الجانب الخاسر. اشترى عام 1993 شركة النصر للزجاج، محتكرة حقوق تصنيع زجاجات كوكاكولا مصر. علاقات نصير مع وزير قطاع الأعمال العامة في ذلك الوقت، عاطف عبيد، سمحت له بشراء الشركة بمنافسة محدودة. بعد سنتين باع نصير الشركة بثلاثة أضعاف سعر الشراء. مرة أخرى في أواخر التسعينيات، أفسحت العلاقات السياسية الطريق للقطاع الخاص للدخول في صناعة السينما المملوكة للدولة، واستطاعت عائلتين الدخول لهذه الصناعة، منهم عائلة ساويرس التي فازت بعطاء لتشغيل مجموعة من السينمات.
وتحقق نيابة الأموال العامة في بلاغ جديد بشأن تلك الصفقة ضد عاطف عبيد رئيس مجلس الوزراء الأسبق تتهمه ببيع شركة الأهرام للمشروبات بالمخالفة للقانون حيث كان من أحد شروط التعاقد أن يضخ الزيات مبلغ 28 مليون جنيه أخري بخلاف مبلغ البيع لتطوير الشركة وأن يحافظ علي العمالة ولكنه لم يحترم نصوص العقد ولم يضخ أي أموال بل إنه قام بتسريح جزء كبير من العمالة المؤقتة بالشركة.ومن شروط التعاقد أيضًا عدم بيع الشركة إلى أي مستثمر أجنبي بعد ذلك وهو ما لم يلتزم به الزيات وقام ببيعها بمبلغ يفوق أضعاف صفقة الشراء.
ونقلت شركة الأهرام للمشروبات الزيات من خانة رجال الأعمال إلى خانة المليارديرات، إذ وصلت ثروته الآن إلى ما يقارب من ملياري دولار أي ما يعادل 11 مليار جنيه مصري واحتل المرتبة الرابعة في ترتيب أغني رجال الأعمال في مصر بعد أن كان يمتلك آلاف الجنيهات فقط عما كان طالبا بالجامعة الأمريكية. والغريب أنه رغم تضخم ثروته يرفض سداد ديونه للبنوك والتي وصلت إلى 3 مليارات جنيه حصل عليهم بمساعدة جمال مبارك ويرفض سدادها حتي الآن ولم يطالبه أحد بالسداد حتي أنه يعتبر تلك القروض ديوناً معدومة.
ولم تتوقف إمدادات جمال مبارك للزيات عند هذا الحد فقط، بل إنه اختاره عضوا بمجلس الأعمال المصري الأمريكي والذي يضم مجموعه كبيرة من رجال الأعمال هدفها في الأساس توسيع العلاقات والأنشطة الاقتصادية بين مصر وأمريكا ولكن الهدف الخفي هو مساعدة رجال الأعمال المنضمين إليه في توسيع نشاطاتهم مع أمريكا لزيادة استثماراتهم وبالفعل حقق الزيات مكاسب هائلة من وراء مجلس الأعمال المصري الأمريكي وزادت استثماراته مع أمريكا بدرجة كبيرة بعد ذلك.

## الإدارة
الشركة حالياً مدارة بواسطة فريق مصري ومتعدد الجنسيات حيث تعتبر عضو هام ضمن مجموعة هاينكن الدولية.

## المنتجات
- آر سي
- بيريل
- ستلا
- فيروز
- كالسبرج
- مياستر
- هينكن
- سقارة
- جناكليز
- وينز ورلد
- عمر الخيام
- جراند ماركوس
- كاسبر
- فودكا آي دي
- بلاك أونيكس
- كوبانا
- أمستل
- فالمونت
- فروجن
- جن
- اوزو
- وايت رم
- دارك رم
- تكيلا سلفر
- تكيلاجولد